# Chirale Symmetrie
Die Chirale Symmetrie (von altgriechisch χείρ Hand) ist eine mögliche Symmetrie der Lagrangefunktion in der Quantenfeldtheorie, die vielfach – zumindest näherungsweise – gegeben ist und dann eine wichtige Rolle spielt, z. B. bei den Pionen.
Dabei werden linkshändiger und  rechtshändiger Anteil der fermionischen Felder unabhängig transformiert. Die chirale Symmetrietransformation kann aufgeteilt werden in eine Komponente, die linkshändigen und rechtshändigen Anteil gleich behandelt (Vektor-Symmetrie), und eine Komponente, die sie „entgegengesetzt“ behandelt (Axiale Symmetrie). Der letztgenannte Anteil verschwindet durch Quark-Kondensation in der erstgenannten Phase.

## Beispiel:u- undd-Quarks in der QCD
Man betrachte die Quantenchromodynamik (QCD) mit den beiden masselosen Quarks u und d. Die Lagrange-Funktion lautet
{\displaystyle {\mathcal {L}}={\overline {u}}\,i\displaystyle {\not }D\,u+{\overline {d}}\,i\displaystyle {\not }D\,d+{\mathcal {L}}_{\text{Gluonen}}\,.}
Das i bedeutet dabei die imaginäre Einheit und {\displaystyle \displaystyle {\not }D} den  Dirac-Operator in der Feynman-Slash-Notation. Die u und d sind die vierkomponentigen Dirac-Spinoren und der Überstrich bezeichnet die Dirac-Adjungierte.
Nach der Quantenchromodynamik sind die Mesonen aus je einem Quark und einem Antiquark zusammengesetzt, z. B. das {\displaystyle \,\pi ^{+}} aus einem {\displaystyle \,u} und einem {\displaystyle {\overline {d}}}. Das ändert jedoch die folgende Herleitung nicht prinzipiell. 
In der Darstellung der linkshändigen und rechtshändigen Spinoren erhält man also zunächst
{\displaystyle {\mathcal {L}}={\overline {u}}_{L}\,i\displaystyle {\not }D\,u_{L}+{\overline {u}}_{R}\,i\displaystyle {\not }D\,u_{R}+{\overline {d}}_{L}\,i\displaystyle {\not }D\,d_{L}+{\overline {d}}_{R}\,i\displaystyle {\not }D\,d_{R}+{\mathcal {L}}_{\text{Gluonen}}\,.}
Es wird definiert
{\displaystyle q={\begin{bmatrix}u\\d\end{bmatrix}}\,.}
Somit folgt
{\displaystyle {\mathcal {L}}={\overline {q}}_{L}\,i\displaystyle {\not }D\,q_{L}+{\overline {q}}_{R}\,i\displaystyle {\not }D\,q_{R}+{\mathcal {L}}_{\text{Gluonen}}\,.}
Die Lagrangefunktion bleibt bei Rotation der {\displaystyle q_{L}} mit unitären 2×2-Matrizen L und bei Rotation der {\displaystyle q_{R}} mit  unitären 2×2-Matrizen R jeweils invariant. Diese Symmetrie der Langrangefunktion wird Flavor-Symmetrie oder Chirale Symmetrie genannt und als {\displaystyle U(2)_{L}\times U(2)_{R}} notiert. Sie kann in folgende Teilsymmetrien zerlegt werden
{\displaystyle SU(2)_{L}\times SU(2)_{R}\times U(1)_{V}\times U(1)_{A}\,\,.}
Die Vektor-Symmetrie {\displaystyle U(1)_{V}\,} lautet
{\displaystyle q_{L}\rightarrow e^{i\theta }q_{L}\qquad q_{R}\rightarrow e^{i\theta }q_{R}}
und entspricht der Baryonenzahl-Erhaltung.
Die entsprechende axiale Operation {\displaystyle U(1)_{A}\,} ist
{\displaystyle q_{L}\rightarrow e^{i\theta }q_{L}\qquad q_{R}\rightarrow e^{-i\theta }q_{R}\,.}
Sie entspricht keiner Erhaltungsgröße, da sie durch eine Quanten-Anomalie gebrochen wird.
Es stellt sich heraus, dass die verbleibende chirale Symmetrie {\displaystyle SU(2)_{L}\times SU(2)_{R}} zur Vektor-Untergruppe {\displaystyle SU(2)_{V}\,} (der Isospin-Gruppe) spontan gebrochen wird. Die Symmetriebrechung äußert sich dabei durch ein entsprechendes, vollständiges Quark-Kondensat.
Die Goldstone-Bosonen, die den drei gebrochenen Generatoren der Transformation entsprechen, sind die Pionen. Da die Massen der Quarks nicht gleich sind, ist die {\displaystyle SU(2)_{L}\times SU(2)_{R}} nur näherungsweise eine Symmetrie des Systems. Die Pionen sind somit keine „echten“, masselosen Goldstone-Bosonen, sondern sog. Pseudo-Goldstone-Bosonen.

## Chiraler Limes
Von der „chiralen Symmetrie“ zu unterscheiden ist der „chirale Limes“ ({\displaystyle m\to 0}) einer einzelnen Dirac-Gleichung. Dieser Limes ist am besten bei Neutrinos bzw. ihren Antiteilchen mit ihrer wohldefinierten Chiralität realisiert:
- „Linksschraube“ bzgl. Spin {\displaystyle {\vec {s}}} und Impuls {\displaystyle {\vec {p}}} bei Neutrinos: {\displaystyle {\vec {s}}\propto -{\vec {p}}}
- „Rechtsschraube“ bzgl. Spin und Impuls bei Antineutrinos: {\displaystyle {\vec {s}}\propto +{\vec {p}}}

sowie in Festkörpern bei den Graphenen.